# José Silva Sánchez, Llera
José Silva Sánchez är en ort i Mexiko.   Den ligger i kommunen Llera och delstaten Tamaulipas, i den centrala delen av landet, 400 km norr om huvudstaden Mexico City. José Silva Sánchez ligger 187 meter över havet och antalet invånare är 275.
Terrängen runt José Silva Sánchez är platt österut, men västerut är den kuperad. Runt José Silva Sánchez är det mycket glesbefolkat, med 7 invånare per kvadratkilometer. Närmaste större samhälle är Ignacio Zaragoza, 6,7 km sydost om José Silva Sánchez. Trakten runt José Silva Sánchez består till största delen av jordbruksmark.